# Mạnh Sưởng (Hậu Thục)
Mạnh Sưởng (tiếng Trung: 孟昶; bính âm: Mèng Chǎng) (919–12 tháng 7, 965), sơ danh Mạnh Nhân Tán (孟仁贊), tự Bảo Nguyên (保元), được Tống Thái Tổ truy thụy hiệu là Sở Cung Hiếu Vương (楚恭孝王), là hoàng đế thứ hai và cuối cùng của nước Hậu Thục thời Ngũ Đại Thập Quốc tại Trung Quốc. Ông trị vì từ năm 934 cho đến khi quốc gia bị triều Tống chinh phục vào năm 965.
Trong hơn ba thập niên ông trị vì, Hậu Thục phần lớn được hưởng sự thái bình. Quốc gia trở thành một trong các trung tâm về nghệ thuật và văn học, chúng phát triển mạnh mẽ với sự bảo trợ của triều đình. Hậu Thục cũng nằm trong số các vương quốc phương nam ổn định nhất, song lại đình đốn về quân sự và chính trị. Khi triều Tống thay thế triều Hậu Chu tại Trung Nguyên vào năm 960, hoàng đế khai quốc của triều Tống là Tống Thái Tổ tiến hành công cuộc thống nhất Trung Hoa. Quân Tống buộc Mạnh Sưởng phải đầu hàng vào năm 965.

## Thân thế
Mạnh Nhân Tán sinh tháng 11 âm lịch năm Kỉ Mão (919) tại Thái Nguyên. Cha ông là Mạnh Tri Tường, đương thời là giáo luyện sứ dưới quyền Tấn vương Lý Tồn Úc, và được Lý Tồn Úc cho kết hôn với một người trong vương thất. Tuy nhiên, Mạnh Nhân Tán lại do một phụ nữ họ Lý khác sinh ra, người này nguyên là thiếp của Lý Tồn Úc, song được tặng cho Mạnh Tri Tường làm thiếp. Ông là con thứ ba của Mạnh Tri Tường.

## Thời Hậu Đường
Năm 923, Lý Tồn Úc xưng là hoàng đế của triều Hậu Đường, tức Hậu Đường Trang Tông, sau đó thôn tính Hậu Lương. Năm 925, Hậu Đường Trang Tông khiển quân đi chinh phục nước Tiền Thục ở tây nam. Sau đó, Hậu Đường Trang Tông bổ nhiệm Mạnh Tri Tường là Tây Xuyên tiết độ sứ, cai quản một lãnh thổ lớn của Tiền Thục lúc trước. Tuy nhiên, một thời gian ngắn sau, toàn lãnh thổ Hậu Đường ngập chìm trong nội loạn, và Hậu Đường Trang Tông bị sát hại trong một cuộc binh biến tại kinh thành Lạc Dương vào năm 926. Kế vị Hậu Đường Trang Tông là Lý Tự Nguyên, tức Hậu Đường Minh Tông.
Mạnh Tri Tường có mâu thuẫn với chính quyền một thời gian ngắn sau đó, đặc biệt là với Xu mật sứ An Trọng Hối (安重誨) đầy quyền lực, vị quan này nghi ngờ cả Mạnh Tri Tường (do có quan hệ hôn nhân với họ hàng của Hậu Đường Trang Tông) và Đông Xuyên tiết độ sứ Đổng Chương (董璋). Căng thẳng bắt đầu leo thang, đặc biệt là sau khi Mạnh Tri Tường hành quyết Tây Xuyên đô giám Lý Nghiêm (李嚴) do Hậu Đường Minh Tông phái đến, vào năm 927. Đương thời, Mạnh Tri Tường sai người đi hộ tống thê là Quỳnh Hoa trưởng công chúa, cùng mẹ con Mạnh Nhân Tán đến Tây Xuyên. Khi họ đến Phượng Tường, tin tức về việc Mạnh Tri Tường hành hình Lý Nghiêm đã lan đến đây. Phượng Tường tiết độ sứ Lý Tòng Nghiễm do vậy giữ họ lại Phượng Tường một thời gian, song Hậu Đường Minh Tông sau đó ban lệnh cho phép học tiếp tục đến Tây Xuyên. (Tuy nhiên, con trai của Quỳnh Hoa trưởng công chúa có vẻ như không được phép trở về Tây Xuyên.) Mạnh Nhân Tán được nhận định là thông minh khi còn thiếu niên, sau khi đến Tây Xuyên thì được trao chức Hành quân tư mã trong quân đội Tây Xuyên.

## Thời Mạnh Tri Tường trị vì Hậu Thục
Mạnh Tri Tường sau đó củng cố sự kiểm soát đối với đất Thục, đoạt lấy Đông Xuyên và các đạo lân cận. Tháng 3 dương lịch năm 934, một thời gian ngắn sau khi Hậu Đường Minh Tông qua đời, Mạnh Tri Tường xưng làm hoàng đế của Thục (được sử sách gọi là Hậu Thục). Hậu Thục ban cho Mạnh Tri Tường các chức kiểm giáo thái bảo, Đông Xuyên tiết độ sứ, Sùng Thánh cung sứ, và Đồng trung thư môn hạ bình chương sự.
Trong khi đó, Mạnh Tri Tường được thuật lại lại là bị đột quỵ từ một năm trước đó, bệnh tình này càng trở nên nặng. Ngày Giáp Tý (26) tháng 7 ÂL năm Giáp Ngọ (7 tháng 9 năm 934), Mạnh Tri Tường lập Mạnh Nhân Tán làm Thái tử, giám quốc. Ngoài ra, Mạnh Tri Tường cũng hạ chiếu lệnh triệu Tư không/Đồng bình chương sự Triệu Quý Lương (趙季良), Vũ Tín tiết độ sứ Lý Nhân Hãn (李仁罕), Bảo Ninh tiết độ sứ Triệu Đình Ẩn, Xu mật sứ Vương Xử Hồi (王處回), Phủng thánh khống hạc đô chỉ huy sứ Trương Công Đạc (張公鐸), Phụng loan túc vệ chỉ huy phó sứ Hầu Hoàng Thực (侯弘實) đến thụ khiển chiếu phụ chính. Đêm hôm đó, Mạnh Tri Tường qua đời. Ngày Bính Dần (28) tháng 7, tuyên di chiếu, mệnh Thái tử Nhân Tán đổi tên thành Sưởng. Ngày Đinh Mão (29) tháng 7 (tức 10 tháng 9, 934, Mạnh Sưởng tức hoàng đế vị. Khi đó ông 16 tuổi (âm).

## Trị vì

### Trị vì thời kỳ đầu
Ngay sau khi Mạnh Sưởng lên ngôi, vào tháng 9 âm lịch, Lý Nhân Hãn nhất quyết đòi được chỉ huy lục quân. Mạnh Sưởng thoạt đầu bất đắc dĩ chấp thuận, thăng Lý Nhân Hãn cai quản lục quân vào ngày Giáp Dần (17) tháng 9 (tức 27 tháng 10), cho Triệu Đình Ấn làm phó. Tuy nhiên, sang tháng 10 ÂL, Trương Công Đạc và một vài thân tín khác của Mạnh Sưởng buộc tội Lý Nhân Hãn có ý đồ khác, Mạnh Tri Tường quyết định bắt giữ Lý Nhân Hãn khi người này nhập triều, sau đó hạ chiếu trừ khử Lý Nhân Hãn cùng kỳ tử Lý Kế Hoành (李繼宏) và một vài tùy tòng khác. Chiêu Vũ tiết độ sứ Lý Triệu (李肇) trước đó mặc dù biết Mạnh Sưởng tức hoàng đế vị song không chịu nhập triều, song trước diễn biến này, Lý Triệu thay đổi thái độ và trở nên rất phục tùng. Các thân tín của thuyết phục Mạnh Sưởng giết Lý Triệu vì tội ngạo mạn, song Mạnh Sưởng chỉ buộc Lý Triệu trí sĩ.
Ngày Mậu Dần tháng 2 năm Ất Mùi (20 tháng 3 năm 935), Mạnh Sưởng tôn sinh mẫu Lý thị làm hoàng thái hậu. Trong năm đó, hoàng đế của Hậu Đường là Lý Tòng Kha cố gắng khôi phục quyền quản lý đối với Sơn Nam Tây đạo- là nơi hàng phục Hậu Thục trong những ngày cuối Mạnh Tri Tường trị vì. Tuy nhiên, cuộc tiến công này bị tướng Hậu Thục Lý Diên Hậu (李延厚) đẩy lui.
Năm 936, Thạch Kính Đường soán vị Lý Tòng Kha, triều Hậu Đường kết thúc. Thạch Kính Đường lập nên triều Hậu Tấn, tức Hậu Tấn Cao Tổ, và đến năm 937 thì khiển sứ sang Hậu Thục thông báo sự việc cho Mạnh Sưởng. Mạnh Sưởng viết thư hồi đáp, dùng lễ giữa hai nước ngang hàng.
Tháng 8 ÂL năm 939, chư hầu của Hậu Thục là Khê châu thứ sử Bành Sĩ Sầu (彭士愁) dẫn hơn vạn người Man tiến công hai châu Thìn và Lễ của Sở (chư hầu chính thức của Hậu Tấn), Bành Sĩ Sầu khiển sứ sang Hậu Thục cầu viện để tiến quân hơn nữa. Tuy nhiên, Mạnh Sưởng thấy chiến dịch diễn ra quá xa nên không đồng ý. Sau đó, lực lượng do Sở vương Mã Hi Phạm (馬希範) phái đi giành được thắng lợi trước Bành Sĩ Sầu. Bành Sĩ Sầu đầu hàng Sở vào tháng giêng ÂL năm sau, lãnh thổ của người nay rơi vào tay Sở.
Kể từ khi Hậu Thục kiến quốc, các đại tướng thường được ban chức tiết độ sứ song vẫn ở lại kinh thành Thành Đô để tiếp tục giám sát các hoạt động của cấm binh. Điều này dẫn đến việc họ sao lãng quản trị các đạo, giao lại công việc cho liêu tá, song những người này thường xuyên tham nhũng và không lo liệu chính sự. Mạnh Sưởng nhận thấy được tệ này, và ngày Bính Thìn (26) tháng 2 năm Tân Sửu (26 tháng 3 năm 941), ông tiến hành cải thiện tình hình bằng cách tước các chức tiết độ sứ của Triệu Đình Ẩn, Vương Xử Hồi, và Trương Công Đạc, 'thăng' họ làm kiểm giáo quan. Đến ngày Giáp Tuất (14) tháng 3 (tức 13 tháng 4), ông khiển năm sĩ đại phu đến làm chủ năm quân.
Hè năm 941, Sơn Nam Đông đạo tiết độ sứ An Tòng Tiến (安從進) của Hậu Tấn mưu phản chống Hậu Tấn Cao Tổ, An Tòng Tiến khiển sứ phụng biểu cho Hậu Thục cầu viện, thỉnh cầu Hậu Thục tiến công Kim châu và Thương châu của Hậu Tấn để phân tán quân lực của Hậu Tấn. Sau khi thảo luận với quần thần, Mạnh Sưởng quyết định rằng việc khiển một đội quân nhỏ về bản chất là không giúp đỡ cho An Tòng Hiến, và nếu khiển một đội quân lớn thì sẽ gặp phải các vấn đề lớn về hậu cần. Do đó, Mạnh Sưởng từ chối viện trợ cho An Tòng Tiến. (An Tòng Tiến sau đó chiến bại và tự sát.)
Năm 943, Mạnh Sưởng ban một chiếu chỉ tiến hành chọn lựa mỹ nữ trong thiên hạ để sung vào hậu cung, độ tuổi giới hạn là 13-20 (âm). Lão bách tính bị náo động, nhiều gia đình nhanh chóng cho nữ nhi của nhà mình xuất giá để tránh phải tham gia tuyển chọn, gọi là 'kinh hôn'. Khi Tân Tân huyện lệnh Trần Cập Chi (陳及之) dâng thư khuyến gián, viên quan này được Mạnh Sưởng biểu dương, song vẫn không đình chỉ quá trình chinh thu. Sau khi chinh thu, số cung nữ tăng lên nhiều, Mạnh Sưởng phân họ thành 14 cấp như chiêu nghi, chiêu dung, chiêu hoa, bảo phương, bảo y, an thần, an tất, an tình, tu dung, tu ái, tu quyên.
Ngày Mậu Tuất (25) tháng 1 năm Giáp Thìn (21 tháng 2 năm 944), Mạnh Sưởng đảo ngược cải cách trước đây của mình khi phục hồi việc cho tướng lĩnh tể tướng được diêu lĩnh tiết độ sứ.
Sang tháng 2 ÂL 944, Thành Nghĩa quân chỉ huy sứ Vương Quân Hoài (王君懷) suất sở bộ hơn một nghìn người phản Hậu Tấn hàng Hậu Thục, và tình nguyện dẫn đường cho quân đội Hậu Thục chiếm Giai châu và Thành châu hiện nay. Tuy nhiên, quân Hậu Thục thất bại trước quân Tần châu của Hậu Tấn vào tháng 3 ÂL.

### Thời kỳ trị vì giữa
Tháng 12 âm lịch năm Bính Ngọ (tháng 1 năm 947), quân Khiết Đan do Thái Tông hoàng đế Da Luật Đức Quang chỉ huy tiến đến kinh thành Khai Phong của Hậu Tấn, Hoàng đế Hậu Tấn Thạch Trọng Quý (người kế vị Thạch Kính Đường) đầu hàng Khiết Đan vào ngày Quý Dậu (17) tháng 12 (tức 11 tháng 1). Hầu hết các tiết độ sứ của Hậu Tấn nhanh chóng quy phục hoàng đế Khiết Đan. Tuy nhiên, tháng giêng âm lịch năm sau, Hùng Vũ tiết độ sứ Hà Trọng Kiến (何重建) trảm một sứ giả Khiết Đan và đem lãnh địa của mình (gồm ba châu Tần, Thành, Giai) hàng Hậu Thục. Sang 1 tháng 2 âm lịch (24/2), Da Luật Đức Quang tuyên bố mình là hoàng đế hợp pháp của cả người Hán và người Khiết Đan, xưng là Đại Liêu. Ngày Ất Sửu (9) cùng tháng (4/3), Hà Trọng Kiến thỉnh cho quân Hậu Thục cùng quân Giai-Thành tiếng công Phượng châu, ngày hôm sau Mạnh Sưởng cho 3700 lính đến. Ngày Ất Hợi (20) tháng 4 (13/5), Phượng châu phòng ngự sứ Thạch Phượng Quân (石奉頵) — một thành viên của hoàng tộc Hậu Tấn — cũng đem châu của mình đầu hàng Hậu Thục.
Tuy nhiên, do hoàng đế triều Liêu không cai trị tốt, nhiều cuộc nổi dậy của người Hán nổ ra, mạnh nhất trong số đó là của cựu tướng Hậu Tấn Lưu Tri Viễn, người này xưng là hoàng đế của triều Hậu Hán vào ngày Tân Mùi (15) tháng 2 (tức 10 tháng 3). Lưu Tri Viễn nhanh chóng giành quyền kiểm soát hầu hết lãnh thổ cũ của Hậu Tấn, còn Liêu Thái Tông triệt thoái về bắc và qua đời cùng năm. Tấn Xương tiết độ sứ Triệu Khuông Tán (趙匡贊) do Liêu bổ nhiệm là con của đại tướng Liêu Triệu Diên Thọ (趙延壽), Triệu Khuông Tán lo sợ sẽ không được hoàng đế của Hậu Hán dung thứ, vì vậy vào tháng 10 ÂL khiển sứ hàng Hậu Thục. Theo thỉnh cầu của Triệu Khuông Tán, ngày Canh Dần (10) tháng 12 (23 tháng 1 năm 948), Mạnh Sưởng cho hàng tướng Hậu Tấn là Tiết độ sứ Trương Kiền Chiêu (張虔釗) đem 5 vạn quân đi viện trợ Triệu Khuông Tán. Ông cũng lệnh cho Xu mật sứ Vương Xử Hồi viết thư chiêu dụ Phượng Tường tiết độ sứ Hầu Ích (侯益). Hầu Ích chấp thuận, quân Hậu Thục tiến gần tới thủ phủ của Tấn Dương, sẵn sàng sáp nhập thêm một lượng lớn lãnh thổ. Tuy nhiên, sang tháng giêng, Tấn Dương tiết độ phán quan Lý Thứ (李恕) thuyết phục Triệu Khuông Tán đổi ý và quay sang quy phục Hậu Hán; Triệu Khuông Tán khiển Lý Thứ đến kinh thành Khai Phong của Hậu Hán để cầu xin Lưu Tri Viễn tha thứ. Hay tin Triệu Khuông Tán đổi ý, Hầu Ích cũng khiển sứ giả đến chỗ Lưu Tri Viễn để xin tha thứ. Lưu Tri Viễn khiển Vương Cảnh Sùng (王景崇) đem quân hướng về Tấn Xương và Phượng Tường để chuẩn bị cho trận đánh với quân Hậu Thục, vởi chỉ thị tấn công Triệu Khuông Tán và Hầu Ích nếu như họ lại đổi ý. Tuy nhiên, Triệu Khuông Tán nhanh chóng dời đến Khai Phong, còn Hầu Ích sau khi lưỡng lự cũng làm như vậy, quân của Vương Cảnh Sùng nay chiếm được cả hai lãnh địa này. Sau đó, tướng Lý Đình Khuê của Hậu Thục đến Trường An, biết tin Triệu Khuông Tán đến Khai Phong thì muốn trở về, Vương Cảnh Sùng đón đánh Lý Đình Khuê ở Tử Ngọ Cốc. Trương Kiền Chiêu đến Bảo Kê, chư tướng chọn cách án binh không tiến. Quân Thục sau đó chiến bại trước Vương Cảnh Sùng trong một vài trận chiến nhỏ, và triệt thoái, kết thúc hy vọng giành được một lãnh thổ rộng vào đương thời.
Tuy nhiên, một cơ hội đoạt thêm lãnh thổ lại tiến đến ngay sau đó. Hầu Ích đến Khai Phong và tặng nhiều quà cho các quan chủ chốt mà Lưu Tri Viễn trước lúc qua đời đã giao phó giúp đỡ thiếu hoàng đế Lưu Thừa Hựu, Hầu Ích có được ảnh hưởng lớn trong triều đình Hậu Hán, được giữ chức Khai Phong doãn vào Bính Dần (17) tháng 3 (28 tháng 4 năm 948). Bực tức trước việc Vương Cảnh Sùng trước đó từng định giết mình, Hầu Ích tung tin đồn làm tổn hại đến thanh danh của Vương Cảnh Sùng. Vương Cảnh Sùng hay tin thì bất an. Hơn nữa, đương thời có hai cuộc nổi dậy nổ ra chống lại triều đình Hậu Hán: Hộ Quốc tiết độ sứ kiêm Trung thư lệnh Lý Thủ Trinh (李守貞) nổi dậy từ lãnh địa của mình còn Triệu Tư Oản (趙思綰) nổi dậy tại Trường An. Do đó, Vương Cảnh Sùng cũng quyết định nổi dậy, liên kết với Lý Thủ Trinh và Triệu Tư Oản, trong khi cũng khiển sứ giả đế quy phục Hậu Thục, Triệu Tư Oản cũng làm vậy. Hậu Thục cử quân nhằm viện trợ cho Vương Cảnh Sùng và Triệu Tư Oản, song quân Hậu Thục ban đầu bị tướng Hậu Hán là Triệu Huy (趙暉) cho quân tập kích và đẩy lui vào tháng 9 ÂL. Sang tháng 10 ÂL, Mạnh Sưởng cử một đội quân lớn hơn dưới quyền chỉ huy của Sơn Nam Tây đạo tiết độ sứ An Tư Khiêm (安思謙) nhằm viện trợ Vương Cảnh Sùng và Triệu Tư Oản, bất chấp việc Đồng bình chương sự Vô Chiêu Duệ (毋昭裔) nói rằng việc này quá nguy hiểm. Đội quân của An Tư Khiêm sa lầy ở mặt trận với Hậu Hán, và đến khi cạn lương thảo thì buộc phải triệt thoái. Không còn hy vọng Hậu Thục cứu viện trong khi bị Triệu Huy bao vây, Vương Cảnh Sùng tự sát vào tháng 12 ÂL năm sau. Triệu Tư Oản đầu hàng song sau đó bị tướng Quách Tòng Nghĩa (郭從義) bắt giữ và hành hình.
Trong khi quân Hậu Thục giao chiến với quân Hậu Hán, trong nội bộ triều đình Hậu Thục diễn ra một cuộc cải tổ. Đồng bình chương sự Trương Nghiệp (張業) là người ngạo mạn và xa xỉ, cưỡng đoạt tài sản của nhiều người, gây nên phẫn uất. Trương Nghiệp cũng che chở những kẻ trốn án tử trong tư đệ, giam người nợ tiền mình vào ngục. Hữu khuông thánh đô chỉ huy sứ Tôn Hán Thiều (孫漢韶) có thù với Trương Nghiệp, do vậy mật cáo Trương Nghiệp cùng con trai là Trương Kế Chiêu (張繼昭) mưu phản. Mạnh Sưởng tin theo lời của Tôn Hán Thiều, ngày Giáp Tý (17) tháng 7 (24 tháng 8 năm 948), Mạnh Sưởng cho tráng sĩ giết Trương Nghiệp khi người này nhập triều, hạ chiếu kể tội. Trong khi đó, An Tư Khiêm cũng đưa ra các cáo buộc tương tự với Vương Xử Hồi và Triệu Đình Ẩn, song Mạnh Sưởng không nỡ giết và cho phép họ được trí sĩ. Cho rằng có nhiều điều bị che giấu khi Trương Nghiệp và Vương Xử Hồi chấp chính, Mạnh Sưởng vào ngày Kỉ Mùi (14) tháng 9 (18/10/948) bắt đầu cho đặt 'quỹ hàm', sau đổi thành 'hiến nạp hàm', cho phép người dân mật báo cho ông bằng cách đặt thư từ vào trong hộp. Lý Hạo (李昊) và Từ Quang Phổ (徐光溥) thay thế vị trí tể tướng của Trương Nghiệp (song ngay sau đó Từ Quang Phổ bị bãi chức do bị cáo buộc trêu ghẹo con gái của hoàng đế khai quốc Tiền Thục Vương Kiến), song không ai được kế nhiệm chức xu mật sứ của Vương Xử Hồi. Mạnh Sưởng muốn lập hai thân tín là Phổ phong khố sứ Cao Diên Chiêu (高延昭) và Trà tửu khố sứ Vương Chiêu Viễn (王昭遠) làm xu mật sứ, song họ bị cho là không đủ thâm niên, do vậy ông ban cho họ làm 'thông tấu sứ' và làm chủ công việc của xu mật viện. Vương Chiêu Viễn còn được cho phép lấy tiền bạc từ phủ khố theo ý muốn, miễn kế toán.
Tháng 8 ÂL năm 950, Mạnh Sưởng phong vương cho hoàng đệ và hoàng tử.
Tháng 4 ÂL 951, theo ý của Cao Diên Chiêu, Mạnh Sưởng cho người này được miễn làm chủ xu mật viện. Mạnh Sưởng cho họ hàng của mình là Y Thẩm Chinh làm chủ xu mật viện. Mạnh Sưởng tin tưởng giao phó nhiều chính sự lớn nhỏ cho Y Thẩm Chinh. Y Thẩm Chinh là người có tham vọng và cần mẫn, song cũng tham lam và xa xỉ. Y Thẩm Chinh và Vương Chiêu Viễn giám sát phần lớn việc triều chính, nền chính trị của Hậu Thục do vậy mà dần lụn bại.
Ngày Đinh Dậu (13) tháng 6 năm Nhâm Tý (7 tháng 7 năm 952), một trận lụt lớn xảy ra tại kinh đô Thành Đô của Hậu Thục, làm hơn 5.000 người chết chìm và khiến hơn 1.000 nhà bị phá hủy. Thậm chí bốn thất của Thái Miếu cũng bị hư hỏng. Ngày Mậu Tuất, tức ngày sau đó, Mạnh Sưởng ban lệnh đại xá và cứu tế cho những nhà chịu thủy tai.
Công bộ thượng thư, phán Vũ Đức quân Thiệu Diên Quân (邵延鈞) bất lễ với Giám áp Vương Thừa Phi (王承丕), Thừa Phi âm mưu làm loạn. Ngày Tân Sửu (18) tháng 8 (9/9), Vương Thừa Phi đưa Chỉ huy sứ Tôn Khâm (孫欽) — người không biết về âm mưu — đến gặp Thiệu Diên Quân. Khi gặp mặt, Vương Thừa Phi lệnh thuộc hạ sát hại Thiệu Diên Quân và tàn sát gia đình của người này, xưng rằng mình phụng chiếu xử trí quân phủ. Tôn Khâm ban đầu tin tưởng Vương Thừa Phi, song sau đó phát hiện ra không có chiếu thư như vậy nên quyết định bỏ trốn và huy động quân đội. Họ tấn công và bắt giữ Vương Thừa Phi, sau đó hành hình và đưa thủ cấp của Vương Thừa Phi đến Thành Đô.
Từ thời Đường đến đương thời, các học hiệu sở tại trở nên hoang phế, Vô Chiêu Duệ tự bỏ tiền ra xây dựng học quán, đồng thời thỉnh khắc bản ấn "Cửu Kinh", Mạnh Sưởng chấp thuận. Do vậy, văn học tại Hậu Thục phục thịnh.
Trong khi đó, người Thục tức giận trước việc An Tư Khiêm vu cáo khiến Trương Nghiệp bị hành hình và việc phế Triệu Đình Ẩn. Người ta cũng đổ lỗi cho An Tư Khiêm về thất bại của quân đội Hậu Thục khi cứu viện Vương Cảnh Sùng. Khi An Tư Khiêm đang là Tả khuông thánh mã bộ chỉ huy sứ, cung môn tăng cường thủ vệ, và An Tư Khiêm cho rằng Mạnh Sưởng làm vậy vì nghi ngờ mình. Hơn nữa, An Tư Khiêm khi quản lý túc vệ thường dùng cách giết sĩ tốt để lập uy. Những lần khi An Tư Khiêm quyết định đuổi vệ sĩ do không hài lòng, và Mạnh Sưởng bác bỏ quyết định của An Tư Khiêm mà giữ các vệ sĩ đó lại, thì sau đó An Tư Khiêm thường tìm cách để các vệ sĩ đó bị giết. Mạnh Sưởng tin vào cáo buộc của Hàn lâm sứ Vương Tảo (王藻) rằng An Tư Khiêm oán giận mà mưu làm phản, ngày Đinh Tị (12) tháng 2 năm Giáp Dần (19 tháng 3 năm 954), ông sai người giết chết An Tư Khiêm và ba người con trai. Đến 1 tháng 3 (6 tháng 4), ông cũng bãi quân chức của Phủng thánh khống hạc đô chỉ huy sứ Tôn Hán Thiều. Cấm binh được phân cho 10 tướng lĩnh quản lý.

### Thời kỳ trị vì cuối
Đến năm 955, Mạnh Sưởng biết được rằng Hoàng đế Quách Vinh của triều Hậu Chu (thay thế Hậu Hán) đang lên kế hoạch xâm chiếm để phục hồi quyền kiểm soát với các châu Phượng, Tần, Thành và Giai. Mạnh Sưởng lập kế khiến Khách tỉnh sứ Triệu Quý Trát (趙季札) đến các châu này để xem xét việc phòng bị biên cảnh. Triệu Quý Trát xưa nay vốn tự cho rằng mình là người văn võ tài lược, trước khi dời khỏi Thành Đô có tấu với Mạnh Sưởng rằng Hùng Vũ tiết độ sứ Hàn Kế Huân (韓繼勳) Phượng châu thứ sử Vương Vạn Địch (王萬迪) không đủ tài để chế ngự đại địch (tức Hậu Chu). Khi Mạnh Sưởng hỏi ai có thể đến đó đảm đương, Triệu Quý Trát tự thỉnh để mình đảm nhiệm. Do đó, vào ngày Bính Thân (27) tháng 3 (tức 22 tháng 4), Mạnh Sưởng bổ nhiệm Triệu Quý Trát làm Hùng Vũ giám quân sứ, lại cho người này dẫn theo 1000 túc vệ tinh binh. Ngày Bính Thìn (18) tháng 4 (tức 12 tháng 5), Mạnh Sưởng cũng mệnh cho Vương Chiêu Viễn khảo sát thành trại và giáp binh ở biên giới phía bắc.
Đến ngày 1 tháng 5 ÂL (tức 24 tháng 5), Hậu Chu bắt đầu tiến công. Quân Hậu Chu nằm dưới quyền chỉ huy của Phượng Tường tiết độ sứ Vương Cảnh (王景) và Trấn An tiết độ sứ Hướng Huấn (向訓). Triệu Quý Trát đến Đức Dương thì biết tin quân Hậu Chu tiến vào biên cảnh, người này sợ hãi và tự mình chạy về phía tây. Đến ngày Đinh Hợi (20) cùng tháng (tức 12 tháng 6), Triệu Quý Trát về đến Thành Đô, dân chúng trong thành khiếp sợ do nghĩ rằng quân Hậu Thục thua chạy. Khi Mạnh Sưởng hỏi cơ sự, Triệu Quý Trát không ứng đáp được. Mạnh Sưởng tức giận và cho xử trảm Triệu Quý Trát vào ngày Giáp Ngọ (27) tại Sùng Lễ môn. Trước đó, ngày Mậu Dần (11) tháng 5 (tức 3 tháng 6), Mạnh Sưởng phong Lý Đình Khuê (李廷珪) làm Bắc lộ hành doanh đô thống và Cao Ngạn Trù (高彥儔) làm Chiêu thảo sứ, sai họ đem quân đi giao chiến với Hậu Chu. Ngày Đinh Mùi (10) tháng 6 (2 tháng 7), Mạnh Sưởng khiển sứ sang Bắc Hán và Nam Đường để đề nghị cùng xuất binh chế ngự Bắc Chu, quân chủ hai nước đều đồng ý, song không thấy ghi chép rằng họ thực sự tiến hành các hành động.
Trong khi đó, quân Hậu Thục ban đầu có thể đẩy lui được cuộc tiến công của Hậu Chu, song sau khi Vương Cảnh bắt được Nhiễm viện sứ Vương Loan (王巒) của Hậu Thục vào tháng 8 ÂL, quân Hậu Thục trở nên hoang mang sợ hãi, buộc Lý Đình Khuê và Cao Ngạn Trù phải triệt thoái. Hàn Kế Huân sau đó bỏ Tần châu và chạy về Thành Đô; Quan sát phán cung Triệu Tần (趙玭) dâng thành hàng Hậu Chu. Sau đó, Thành châu và Giai châu cũng đầu hàng. Mạnh Sưởng sợ hãi, đến tháng 10 ÂL thì đưa thư cho Quách Vinh thỉnh hòa, trong thư tự xưng là "Đại Thục hoàng đế", Quách Vinh không đáp lại. Mạnh Sưởng càng thêm sợ hãi, cho tụ binh lương ở Kiếm Môn quan và Bạch Đế thành nhằm phòng thủ. Chiến tranh khiến ngân khố suy kiệt, Mạnh Sưởng cho đúc tiền sắt, đánh thuế trong nước bằng đồ sắt, khiến dân rất khốn khổ. (Tuy nhiên, Quách Vinh sau đó tiến công vào Nam Đường và không tiếp tục tiến công Hậu Thục.)
Ngày Giáp Dần (21) tháng 3 năm Bính Thìn (4 tháng 5 năm 956), Mạnh Sưởng bổ nhiệm Lý Đình Khuê làm Tả hữu vệ thánh chư quân mã bộ đô chỉ huy sứ, tổng chỉ huy cấm binh, song vẫn phân cấm binh cho 10 tướng lĩnh quản lý. Trong khi đó, nhiều người Thục cho rằng Lý Đình Khuê là tướng bại trận, không thích hợp để quản lý việc binh. Do vậy vào tháng 5 ÂL năm sau, Lý Đình Khuê tự thỉnh được bãi chức, đến ngày Ất Sửu (10) tháng 6 (9 tháng 7 năm 957) thì Mạnh Sưởng bãi quân chức của Lý Đình Khuê. Lý thái hậu nhận thấy người quản lý việc binh phần nhiều không giao cho đúng người, bà nói với Mạnh Sưởng:
Ta xưa từng thấy Trang Tông vượt Hà giao chiến với Lương, và Tiên Đế [tức Mạnh Tri Tường], tại Thái Nguyên và khi bình nhị Thục, chư tướng không có đại công thì không được quản việc binh, nhờ vậy mà sĩ tốt úy phục. Nay Vương Chiêu Viễn xuất thân là tư dưỡng; Y Thẩm Chinh, Hàn Bảo Trinh [(韓保貞)], Triệu Sùng Thao [(趙崇韜, con Triệu Đình Ẩn)] đều ăn ngon mặc sướng, trẻ tuổi miệng còn hôi sữa, xưa nay không tập binh, vì cựu ân mà được hơn người khác, thời bình ai dám có lời!. Nay cương trường có biến cố, sao chế ngự đại địch được? Theo ta thấy, duy có Cao Ngạn Trù là người cũ từ Thái Nguyên, sẽ luôn không phụ ngươi, còn lại không ai thích hợp.

Tuy nhiên, Mạnh Sưởng không nghe theo lời của bà.
Vài nghìn quân Hậu Thục bị Hậu Chu bắt được ở Tần châu và Phương châu được lập thành Hoài Ân quân (懷恩軍), ngày Ất Hợi (18) tháng 4 ÂL năm đó (tức 20 tháng 5 năm 957), Hậu Chu cho hơn 800 tướng sĩ Hoài Ân quân trở về Hậu Thục dưới quyền Chỉ huy sứ Tiêu Tri Viễn (蕭知遠). Khi Hoài Ân quân đến Thành Đô, Mạnh Sưởng cũng trao trả 80 tù binh là sĩ quan Hậu Chu về đông, viết thư tạ, thỉnh hai nước thông hảo. Tuy nhiên, Quách Vinh cho là Mạnh Sưởng vẫn 'kháng lễ' nên không đáp lại. Khi Mạnh Sưởng biết chuyện, ông tức giận và nói, "Trẫm là Thiên tử khi giao tự thiên địa thì ngươi vẫn còn làm tặc, sao ngươi dám làm vậy?"
Ngày Giáp Thìn (22) tháng 1 năm Mậu Ngọ (tức 23 tháng 2 năm 958), Hữu bổ khuyết Chương Cửu Linh (章九齡) khi yết kiến Mạnh Sưởng nói rằng chính sự bất trị là do lũ gian nịnh trong triều. Khi Mạnh Sưởng hỏi gian nịnh là ai, Chương Cửu Linh trả lời là Lý Hạo và Vương Chiêu Viễn. Mạnh Sưởng tức giận, cho là Chương Cửu Linh hủy xích đại thần, biếm người này làm Duy châu lục sự tham quân.
Trong khi đó, Nam Bình vương Cao Bảo Dung (một chư hầu của Hậu Chu) nhiều lần đưa thư cho Mạnh Sưởng, khuyên ông xưng thần với Hậu Chu. Còn Quách Uy thì sau khi kết thúc chiến dịch chống Nam Đường (kết quả Nam Đường xưng thần và cắt đất phía bắc Trường Giang cho Hậu Chu), lại tiến hành chuẩn bị cho chiến dịch nữa chống Hậu Thục. Mạnh Sưởng quan tâm nghiêm túc đến vấn đề này, nghị với các đại thần. Các đại thần cho rằng giang sơn Thục hiểm trở thuận lợi cho phòng thủ và họ sẵn sàng tử vệ xã tắc. Do đó, ngày Đinh Dậu (20) tháng 10 (tức 3 tháng 12), Mạnh Sưởng mệnh Lý Hạo thảo thư cho Cao Bảo Dung, hết lời cự tuyệt. Sau đó, Cao Bảo Dung thỉnh Quách Uy phạt Hậu Thục. Để chuẩn bị chống lại cuộc xâm nhập sắp tới của Hậu Chu, vào tháng 11 ÂL, Mạnh Sưởng bổ nhiệm các tướng lĩnh Triệu Sùng Thao, Mạnh Di Nghiệp (孟貽業), Triệu Tư Tiến (趙思進), và Cao Ngạn Trù trấn giữ các tuyến đường vào Thục. Tuy nhiên, khi chiến dịch chưa diễn ra, Quách Uy lâm bệnh và qua đời vào hè năm 959. Tuy thế, người dân Hậu Thục hoảng sợ trước viễn cảnh cuộc xâm nhập. Đô quan lang trung Từ Cập Phủ (徐及甫) tự phụ vì nghiệp quan trường không được như ý, thấy cơ hội này thì âm mưu kết đảng và tôn cháu của Vương Kiến là Thiếu phủ thiếu giám Vương Lệnh Nghi (王令儀) làm chủ để làm phản. Tuy nhiên, đến khi biết chắc rằng Hậu Chu không tiến công, trong đảng có người cáo giác, Từ Cập Phủ tự sát, Mạnh Sưởng ban chết cho Vương Lệnh Nghi vào ngày Giáp Ngọ (24) tháng 12 (tức 24 tháng 1 năm 960). Sau khi Quách Uy qua đời, tướng Hậu Chu là Triệu Khuông Dận tiến hành chính biến và soán vị, lập ra triều Tống, tức Tống Thái Tổ.
Tháng 2 năm Nhâm Tuất (962), Mạnh Sưởng lập trưởng tử Mạnh Huyền Triết là hoàng thái tử.
Cũng trong năm đó, Mạnh Sưởng mệnh quan viên truy đốc tiền thuế thiếu của 4 trấn 16 châu trong lãnh thổ. Long Du (huyện) lệnh Tứ Thuần (四淳) thượng sớ khuyến gián, cho rằng thúc ép hơn nữa sẽ chỉ khiến dân thêm gắng nặng và hại cho quốc gia, song Mạnh Sưởng không nghe theo.

### Mất nước
Năm 963, hoàng đế của triều Tống lên kế hoạch tiến hành tấn công tiêu diệt Bắc Hán. Tuy nhiên, tướng Trương Huy (張暉) không tán thành việc này, cho rằng vùng biên giới với Bắc Hán trước đó bị phá hoại nặng nề do chiến loạn, đương thời chưa đủ sức làm hậu phương cho một cuộc xâm nhập Bắc Hán. Ngày Canh Tý tháng 4 năm Quý Hợi (tức 14 tháng 5 năm 963), Tống Thái Tổ bổ nhiệm Trương Huy làm Phượng châu đoàn luyện sứ, kiêm Tây diện hành doanh tuần kiểm hào trại sứ, chuẩn bị cho việc phạt Thục. Tể tướng Hậu Thục Lý Hạo nghi ngờ rằng quân Tống sẽ sớm tiến đến và lo ngại Hậu Thục khó mà chống lại được, đề xuất Hậu Thục cống nạp cho Tống. Tuy nhiên, Vương Chiêu Viễn hết sức phản đối, Mạnh Sưởng do vậy lại hạ lệnh chuẩn bị phòng thủ chống lại cuộc xâm nhập.
Năm 964, theo ý của Vương Chiêu Viễn, Mạnh Sưởng khiển Tôn Ngộ, Triệu Ngạn Thao, Dương Quyên bí mật đem thư sang cho Bắc Hán chủ Lưu Quân, đề nghị đồng thời tấn công phủ đầu Tống. Tuy nhiên, khi vào đến đất Tống, Triệu Ngạn Thao lại đem thư dâng cho Tống Thái Tổ. Tống Thái Tổ nhận được thư thì vui cười nói "Cuộc tây thảo của ta có danh rồi", đồng thời tha cho Tôn Ngộ và Dương Quyên, lệnh cho ba người vẽ lại hình thế sông núi, những vị trí phòng thủ của Hậu Thục. Ngày Giáp Tuất (2) tháng 11 (tức 8 tháng 12), Tống Thái Tổ bổ nhiệm Vương Toàn Bân (王全斌) làm Phượng châu lộ đô bộ thự, thống suất lộ quân qua Phượng châu ở mặt bắc Hậu Thục; Lưu Quang Nghĩa (劉光義) làm Quy châu lộ phó đô bộ thự, thống suất lộ quân qua Quy châu ở mặt đông của Hậu Thục; tổng cộng có 6 vạn bộ binh và kị binh.
Hay tin quân Tống đến, Mạnh Sưởng bổ nhiệm Vương Chiêu Viễn làm Tây Nam hành doanh đô thống, Triệu Sùng Thao làm Đô giám, Hàn Bảo Chính làm Chiêu thảo sứ, Lý Tiến (李進) làm Phó chiêu thảo sứ, suất binh cự chiến. Vương Chiêu Viễn vốn cho rằng mình có tài phương lược, tại lễ xuất quân người này tự so sánh mình với Thừa tướng Gia Cát Lượng của Thục Hán thời Tam Quốc, tự cho rằng không những có thể địch lại quân Tống mà còn có thể đoạt lấy Trung Nguyên. Không lâu sau, tướng Tống là Lại Diên Đức (吏延德) bắt được Hàn Bảo Chính và Lý Tiến, quân Hậu Thục dưới quyền Vương Chiêu Viễn liên tiếp bại trận. Tháng giêng năm Ất Sửu, lo sợ trước việc Vương Chiêu Viễn bại trận, Mạnh Sưởng mộ binh trấn thủ Kiếm Môn quan, mệnh Thái tử Mạnh Huyền Triết làm nguyên soái, Lý Đình Khuê và Trương Huệ An (張惠安) làm phó, cầm đầu hơn vạn giáp binh. Tuy nhiên, trước khi quân của Mạnh Huyền Triết có thể tiến đến Kiếm Môn quan, quân của Vương Toàn Bân đã vượt qua được cửa ải này và cắt đứt đường trở về Thành Đô của Vương Chiêu Viễn. Vương Chiêu Viễn cố gắng giao chiến với Vương Toàn Bân, song thất bại, Vương Chiêu Viễn và Triệu Sùng Thao đều bị bắt. Mạnh Huyền Triết biết tin Kiếm Môn quan bị phá, quyết định đưa quân trở về Thành Đô.
Hay tin Vương Chiêu Viễn và Triệu Sùng Thao bị bắt, Mạnh Sưởng kinh hoàng và ban đầu không biết phải làm thế nào. Ông hỏi ý các đại thần còn lại. Lão thướng Thạch Phụng Quần (石奉頵) chủ trương phòng thủ Thành Đô, cho rằng quân Tống không thể bao vây lâu dài. Tuy nhiên, Mạnh Sưởng bác bỏ ý kiến này, nói rằng:
Phụ tử ta dùng áo đẹp đồ ngon nuôi sĩ 40 năm. Đến ngày gặp địch thì không thể bắn nổi một mũi tên về phía đông. Nay dù có muốn bế bích thì liệu ai nguyện phụng hiến đến chết đây?

Theo chủ trương của Lý Hạo, Mạnh Sưởng mệnh Lý Hạo thảo biểu đầu hàng. Ngày Kỉ Mão (11) tháng 1 (7) tháng 1 (11 tháng 2), Mạnh Sưởng khiển Y Thẩm Chinh đem biểu đến chỗ quân Tống. Ngày Ất Dậu (13) tháng 1 (17 tháng 2), Y Thẩm Chinh mang biểu đầu hàng của Mạnh Sưởng đến chỗ Vương Toàn Bân, Vương Toàn Bân chấp thuận và khiển Khang Diên Trạch (康延澤) đến Thành Đô để đảm bảo với Mạnh Sưởng rằng ông được an toàn. Ngày Tân Mão cùng tháng (23 tháng 2), Vương Toàn Bân đến Thành Đô, Mạnh Sưởng đầu hàng, Hậu Thục diệt vong.

## Sau khi hàng Tống
Lúc đầu hàng, Mạnh Sưởng cùng em là Nhã vương Mạnh Nhân Chí (孟仁贄) đến Khai Phong phụng biểu cầu ai, trong biểu của Mạnh Sưởng có đoạn "tự lượng quá cữu, thượng thiết ưu nghi." (tức lo sợ vì mắc nhiều lỗi). Tống Thái Tổ hạ chiếu trả lời rằng "đã tự cầu đa phúc, nay trừ bỏ hết sai trái khi trước. Trẫm không nuốt lời. Ngươi đừng quá lo." Chiếu không đề tên húy của Mạnh Sưởng, gọi Lý thái hậu là "quốc mẫu".
Vào tháng 3 ÂL 965, Mạnh Sưởng cùng quan thuộc và gia tộc bắt đầu hành trình đến Khai Phong, xuôi theo Trường Giang. Khi đến Giang Lăng, họ được ban cho ngựa và xe ngựa. Mạnh Sưởng đến Khai Phong vào tháng 5 ÂL, ngày Bính Tuất (17), tức 18 tháng 6, Tống Thái Tổ mở lễ lớn, Mạnh Sưởng cùng những người Hậu Thục khác mặc áo trắng chờ tội bên ngoài Minh Đức môn, Tống Thái Tổ một lần nữa hạ chiếu tha tội. Ngày Giáp Thìn (5) tháng 6 (6 tháng 7), Tống Thái Tổ phong Mạnh Sưởng làm Khai phủ nghi đồng tam ty, kiểm giáo thái sư, Trung thư lệnh, Tần quốc công. Ngày Canh Tuất (11) cùng tháng (12 tháng 7), Mạnh Sưởng qua đời. Tống Thái Tổ chuyết triều năm ngày, truy tặng Mạnh Sưởng là Thượng thư lệnh, truy phong là Sở vương, truy thụy Cung Hiếu. Sau khi Mạnh Sưởng qua đời, Lý thái hậu không khóc song ngừng ăn và cũng mất sau đó vài ngày.

## Gia đình

### Hậu phi
- Trương Thái Hoa (張太華), là phi được Mạnh Sưởng sủng nhất, bị sét đánh chết khi cùng Mạnh Sưởng đến Thanh Thành Sơn.
- Từ quý phi, hay Hoa Nhị phu nhân, là phi được Mạnh Sưởng sủng nhất sau khi Trương Thái Hoa mất.

### Tử
- Hoàng thái tử Mạnh Huyền Triết (孟玄喆) (937-991), sau làm quan và tướng cho Tống
- Bao vương Mạnh Huyền Giác (孟玄珏) (?-992, sau làm tướng cho Tống
- Mạnh Huyền Bảo (944-950), truy thụy Toại vương

### Nữ
- Một công chúa gả cho Y Sùng Độ (伊崇度)- con của Y Thẩm Trưng (伊審徵)
- Một công chúa gả cho Hàn Sùng Toại (韓崇遂)- con của Hàn Bảo Chính (韓保正)
- Một công chúa gả cho Triệu Văn Lượng (趙文亮)- con của Triệu Sùng Thao (趙崇韜)
- Phượng Nghi công chúa, gả cho Lý Hiếu Liên (李孝連)- con của Lý Hạo (李昊)
- Loan Quốc công chúa, gả cho Vô Khắc Cung (毋克恭)- con của Vô Chiêu Duệ (毋昭裔)
- Một công chúa gả cho Triệu Thừa Hú (趙承煦)- con của Triệu Phổ